# Microcaecilia
Genre
Synonymes
- Parvicaecilia Taylor, 1968
- Caecilita Wake & Donnelly, 2010

Microcaecilia est un genre de gymnophiones de la famille des Siphonopidae.

## Répartition
Les 16 espèces de ce genre se rencontrent en Équateur, en Colombie, dans le sud du Venezuela, en Guyane, au Guyana, au Suriname et au Brésil.

## Liste d'espèces
Selon Amphibian Species of the World (14 janvier 2015) :
- Microcaecilia albiceps (Boulenger, 1882)
- Microcaecilia butantan Wilkinson, Antoniazzi & Jared, 2015
- Microcaecilia dermatophaga Wilkinson, Sherratt, Starace & Gower, 2013
- Microcaecilia grandis Wilkinson, Nussbaum & Hoogmoed, 2010
- Microcaecilia iwokramae (Wake & Donnelly, 2010)
- Microcaecilia iyob Wilkinson & Kok, 2010
- Microcaecilia marvaleewakeae Maciel & Hoogmoed, 2013
- Microcaecilia nicefori (Barbour, 1924)
- Microcaecilia pricei (Dunn, 1944)
- Microcaecilia rabei (Roze & Solano, 1963)
- Microcaecilia rochai Maciel & Hoogmoed, 2011
- Microcaecilia savagei Donnelly & Wake, 2013
- Microcaecilia supernumeraria Taylor, 1969
- Microcaecilia taylori Nussbaum & Hoogmoed, 1979
- Microcaecilia trombetas Maciel & Hoogmoed, 2011
- Microcaecilia unicolor (Duméril, 1863)

## Publication originale
- Taylor, 1968 : The Caecilians of the World: A Taxonomic Review. Lawrence, University of Kansas Press, p. 1-848.